# Hjalmar Sundén
Daniel Anders Hjalmar Sundén, född 28 november 1908 i Eksjö, död 30 december 1993 i Stockholm, var en svensk religionspsykolog och präst. 

## Biografi
Efter studentexamen i Stockholm 1927 blev Sundén filosofie kandidat 1930, teologie kandidat vid Uppsala universitet 1932, teologie licentiat 1937 och teologie doktor 1940. Han blev vice komminister i Rättviks församling 1934, resesekreterare i Sveriges kristliga gymnasiströrelse 1936, lektor vid högre allmänna läroverket i Gävle 1939, vid Södermalms högre allmänna läroverk för flickor 1947–1966, var lärare i psykologi vid Statens polisskola 1948–1961, Svenska socialvårdsförbundets utbildningsinstitut 1948–1964, i religionspsykologi vid Stockholms universitet 1960–1967, Stockholms Teologiska Institut 1960–1967, blev docent i religionshistoria med religionspsykologi vid Uppsala universitet 1964 och var professor i religionspsykologi där 1967–1975. Sundén blev teologie jubeldoktor 1990.
Sundén var ledamot av stadsfullmäktige 1946–1947 och suppleant i drätselkammaren 1947 i Gävle. Han var vice ordförande i Internationale Gesellschaft für Religionspsychologie 1969–1984, blev hedersordförande i Internationale Gesellschaft für Religionspsychologie und Religionswissenschaft 1984 och var ordförande i Svenska samfundet för religionshistorisk forskning 1975–1977. Han invaldes 1968 som ledamot av Nathan Söderblom-sällskapet och 1975 av Vitterhetsakademien.
Sundén räknas som en av grundarna för europeisk religionspsykologi. Sundéns doktorsavhandling analyserade den franske filosofen Henri Bergsons religionsteori. Hans verk Religionen och rollerna betraktas som ett standardverk inom rollteorin. Hans bok om Zen är en analys av zenbuddhismen – dess historik samt betydelse för västerlandet – i ett religionspsykologiskt perspektiv.
Sundén var sonson till lektor Daniel Anton Sundén samt son till överstelöjtnant Hjalmar Sundén och Nan Andrae, syster till Tor Andrae. Själv gifte han sig med medicine kandidat Karin Lagerlöf och blev far till författare Karl Sundén samt psykoanalytikerna Karin Gyllensköld och Mikael Sundén.

## Publikationer
- Gud – ödet – slumpen 1947
- Personligheten och det gemensamma bästa / Jacques Maritain 1949
- Religionen och rollerna: ett psykologiskt studium av fromheten 1959
- Rudolf Steiner. En bok om antroposofin 1962
- Kristusmeditationer i Dag Hammarskjölds Vägmärken 1966
- Zen: historik, analys och betydelse 1967
- Älgskyttar, helgon och exegeter: några religionspsykologiska essäer 1969
- Den heliga Birgitta: ormungens moder som blev Kristi brud 1973
- Religionspsykologi: problem och metoder, medförfattare: Gustaf Ståhlberg 1974
- Mora-prosten mäster Jacob Boëthius' syndabekännelse av år 1707: med en kort levernesbeskrivning och kommentar.
- "Om synd och nåd, medveten strävan och omedvetet motstånd": ett fromhetsdokument från stormaktstiden 1977
- Persona och anima: en tillämpning av C. G. Jungs psykologi på sex författare: Karlfeldt, Strindberg, Camus, Lagerkvist, Heliga Birgitta, Moraprosten Jacob Boethius 1981
- Konungen och riket: om den gudomliga världsstyrelsen 1983
- "Glöm inte bort vad du har": religion – auktoritet: indiskt eller kristet? 1985

## Priser och utmärkelser
- 1975 – Ledamot av Vitterhetsakademien
- 1984 – Gun och Olof Engqvists stipendium